# Долженкова, Евдокия Петровна
Евдокия Петровна Долженкова (8 августа 1914, Санкт-Петербург — 10 июня 2001, Майский, Курганская область) — доярка совхоза «Каргапольский» Каргапольского района Курганской области. Герой Социалистического Труда (1966).

## Биография
Родилась 8 августа 1914 года в семье железнодорожника в городе Санкт-Петербурге.
В 1921 году вместе с семьёй переехала в Шадринск, где окончила начальную школу. 12-летней девочкой пошла в няньки, затем была домработницей.
В 1930 году окончила курсы поваров и начала работать на станции Твердыш, где шло строительство железнодорожной ветки Курган — Шадринск. В 1932 году перешла на работу поваром в столовую совхоза «Каргапольский». В 1936 году комсомольская организация направила её дояркой на молочно-товарную ферму «Лесное». Здесь она проработала дояркой более 30 лет, а затем до ухода на пенсию ухаживала за телятами. На работе добивалась высоких показателей. В последние годы она получала по 3200-3600 килограммов молока от коровы. А всего за годы работы на ферме надоила свыше 2 миллионов литров молока.
Указом Президиума Верховного Совета СССР от 22 марта 1966 года за успехи в развитии животноводства, увеличении производства молока Долженковой Евдокии Петровне присвоено звание Героя Социалистического Труда с вручением ей ордена Ленина и золотой медали «Серп и Молот».
С 1968 года член КПСС.
Её избирали депутатом районного и Курганского областного Советов народных депутатов, членом обкома профсоюза рабочих и служащих сельского хозяйства. Она принимала участие во Всесоюзном совещании лучших животноводов в Москве.
Проживала в посёлке Майском Майского сельсовета Каргапольского района Курганской области, ныне посёлок сельского типа входит в Каргапольский муниципальный округ той же области.
Евдокия Петровна Долженкова умерла 10 июня 2001 года.

## Награды
- Герой Социалистического Труда, 22 марта 1966 года
  - Орден Ленина № 364650
  - Медаль «Серп и Молот» № 11365

## Память
Мемориальная доска на доме, в котором она проживала в посёлке Майском. Открыта 14 ноября 2014 года.